# San José Maspac
San José Maspac är en ort i Mexiko.   Den ligger i kommunen Francisco León och delstaten Chiapas, i den sydöstra delen av landet, 700 km öster om huvudstaden Mexico City. San José Maspac ligger 504 meter över havet och antalet invånare är 764.
Terrängen runt San José Maspac är kuperad. Runt San José Maspac är det ganska tätbefolkat, med 80 invånare per kvadratkilometer. Närmaste större samhälle är Ostuacán, 12,5 km norr om San José Maspac. I omgivningarna runt San José Maspac växer i huvudsak städsegrön lövskog.